# Japanska akademipriset
Japanska akademipriset (japanska: 日本学士院賞?, Nippon Gakushi-in-shō) är ett vetenskapspris som delas ut årligen sedan 1911 av Japanska akademin. Priset, som brukar anses vara det mest prestigefyllda i sitt slag i Japan, delas ut för vetenskapliga framsteg inom både natur- och humanvetenskap. Upp till nio pris delas ut årligen.
Sedan 1949 delas priset ut av Japans kejsare.